# Tegenaria averni
Tegenaria averni là một loài nhện trong họ Agelenidae.
Loài này thuộc chi Tegenaria. Tegenaria averni được Paolo Marcello Brignoli miêu tả năm 1978.